# Patria AMV
Patria AMV (polni naziv Patria Armoured Modular Vehicle XC-360) je srednje kolesno oklepno vozilo, proizvod finskega podjetja Patria Vehicles Oy, ki je nastalo s sodelovanjem Finskih obrambnih sil.

## Zgodovina
Prvi prototip je bil izdelan leta 2001, prva vozila pa so bila izročena Finski vojski leta 2003. Množična proizvodnja je bila zagnana leta 2004.

### Razpis v Sloveniji
Leta 2006 je bil Patria AMV glavni tekmec LKOV Krpana za izbiro novega LKOV 8×8 za Slovensko vojsko. AMV je zmagal na natečaju, saj naj bi bil tehnično boljši, cenejši in večina proizvodnje naj bi potekala po principu protidobav. Prvotno je bilo naročenih 135 vozil z raznoliko opremljenostjo. 
Zaradi težavnih domačih in tujih ekonomsko-političnih razmer ter nejasnosti pri samem nakupu (t. i. Afera Patria), proizvodnja in dobava vozil ne potekata po prvotnem časovnem načrtu, pa tudi sami pogoji nakupa še niso dokončno izoblikovani (načrtovano naj bi bilo reprogramiranje pogodbenih določil tako glede števila vozil kot tudi opremljenosti).

## Zasnova

### Oborožitveni sistemi
Vozilo je na zahtevo naročnika opremljeno z oborožitvenimi sistemi, na primer s kupolami z oborožitvijo od kalibra 7,62 mm do 105 mm, ali z dvocevnim samodejnim minometnim sistemom AMOS (Advanced Mortar System), ki sodi med najtežje nadgradnje tega vozila. AMOS sestavljata gladkocevna, v kupolo vzporedno vgrajena minometa kalibra 120 mm z avtomatskim polnilcem na zaklepališču, pri čemer je sistem posebej prilagojen za uporabo na vozilu, saj so povratni sunki pri izstrelitvah min blaženi s hidropnevmatskimi blažilniki.

### Zaščita
Vozilo je narejeno iz visokoodpornega jekla, ki v osnovni različici zagotavlja zaščito proti izstrelkom 7,62 mm, vsako dodatno povečanje zaščite pa je treba naročiti. Po želji se lahko na zunanjost vozila pritrdi visokoodporni zaščitni material, prav tako tudi v prazen prostor med osnovnim in dodatnim oklepom. Vozila daje veliko protiminsko zaščito ob podkolesni eksploziji mine do 8 kilogramov, pri eksplozijah pod vozilom pa je serijska odpornost na mine do 3 kilograme.

### Pogon in mobilnost
Vozilo AMV poganja šestcilindrski, vodno hlajeni 11,3-litrski turbodizelski motor z močjo 360 kW proizvajalca Scania. K optimalni izrabi pogona na brezpotjih pripomorejo znotrajosni diferenciali, ki omogočajo kombinacijo izbranih pogonskih gredi ali zapore diferencialov. Kolesa so opremljena s hidravličnimi disk zavorami. Obese koles so neodvisne, vpete na dvojnem vpetju. Vsako kolo ima namesto klasične vzmetne obese poseben hidravlični opornik, ki omogoča dvig ali spust vozila zaradi terena ali načina vožnje, še posebno pomemben pa je pri vkrcanju vozila s kupolo v letalo, saj brez spusta podvozja do najnižje ravni to ne bi bilo mogoče. Je tudi plovno do mase 22 ton z minimalnimi pripravami: na sprednji del vozila se namesti valobran, zračnik pa na vrhu. Hidravlično krmiljena propelerja ob straneh zadnjega dela skupaj s prednjim valobranom mu zagotavljata smer plutja in hitrost do 10 km/h.

## Različice
Obstajajo tri skupine različic:
1. Osnovna različica:
  1. oklepni transporter
  2. pehotno bojno vozilo
  3. izvidniško vozilo
  4. FCV
  5. ATGM
  6. MGS
  7. AMOS
2. Nosilec oborožitvenega sistema:
  1. Poveljniško-nadzorno vozilo
  2. Nosilec radarja
  3. Vozilo za elektronsko bojevanje
  4. Vozilo-delavnica
  5. Sanitetno vozilo
  6. RKBO vozilo
3. Modularni nosilec:
  1. Nosilec zabojnika
  2. Prenašalec streliva
  3. Vozilo-cisterna
  4. Delavnica
  5. Vlačilec havbice

## Uporabniki
Finska62 oklepnih transporterjev + 24 AMOS različic pod imenom XA 360 P1
 Švedska
 Poljska690 oklepnih transporterjev in pehotnih bojnih vozil z zmogljivostjo plovnosti; znano pod imenom KTO Rosomak (poljsko Kołowy Transporter Opancerzony Rosomak, (Kolesno Oklepno Vozilo Rosomah) angleško Wheeled Armoured Carrier Rosomak (Wolverine))
 Slovenijaprvotno načrtovanih 135 pehotnih bojnih vozil, 12 oboroženih s NEMO minometalci, 6 s topom 30 mm in protioklepnim sistemom spike, 8 v konfiguraciji poveljniških vozil, 66 s težkim mitrajljezom 12,7 mm in 18 s bombometom 40 mm. 25 vozil brez opreme. Dokončno število vozil in njihova dejanska opremljenost zaenkrat še predmet pogajanj med izbranimi dobavitelji in slovensko vlado.
 Južna Afrika264 vozil, znano pod imenom Badger
 Hrvaška84 vozil načrtovanih, izdelanih in dobavljenih 6 vozil, zaradi ekonomske krize ustavljena nadaljnja proizvodnja v tovarni Đuro Đaković
 Združeni arabski emirati